# Любушане
Любушане (лат. Leubuzzi или лат. Leubuzi — предполагаемое западнославянское племя, локализуемое в среднем течении реки Одер и нижней Варте, на территории современной Германии и Польши. Упоминаются в написанных на латыни хрониках Гельмольда из Босау и Адама Бременского; славянское прочтение названия племени введено Шафариком. Главным племенным центром считается город Любуш (ныне Лебус) — центр исторической области Любушская земля. Точная локализация племени и даже само его существование, как устойчивого племенного образования, являются дискуссионным вопросом.
Академик В. В. Седов полагал, что племя любушан относилось к кругу суковско-дзедзицких древностей. В VI в. н. э. они расселились в исторической области Лужица и впоследствии, соединившись с пришлыми носителями рюсенской культуры, дали начало племени лужичан.